# Pond (australische Band)
Pond ist eine Psychedelic-Rock-Band aus Perth, die sich 2008 gegründet hat (nicht zu verwechseln mit Pond aus Portland, USA). Die Besetzung änderte sich ständig. Kernmitglieder sind Kevin Parker Jay Watson und Nick Allbrook (alle drei u. a. bei Tame Impala), Joseph Ryan (Mink Mussel Creek) und Jamie Terry (The Silents), James Ireland, der Kevin Parker am Schlagzeug ablöste, welcher nach dem Erfolg von Tame Impala als Live-Mitglied zurücktrat, jedoch mit der Band als Produzent eng verbunden blieb.

## Geschichte
Pond wurde 2008 in der australischen Stadt Perth innerhalb eines musikalischen Freundeskreises gegründet, dessen Mitglieder in wechselnden Besetzungen Bands wie The Dee Dee Dums, GUM, Mink Mussel Creek, Space Lime Peacock, Rabbit Island und Tame Impala hervorbrachten. Jeder spielte mehr oder weniger bei jeder Band mit.
Nach dem Erfolg des Albums Innerspeaker von Tame Impala geriet auch Ponds 2010 aufgenommenes Album Beard, Wives, Denim in den Fokus der medialen Aufmerksamkeit und wurde schließlich 2012 veröffentlicht.
Am 28. Juni 2012 spielten Pond zusammen mit Damo Suzuki, dem ehemaligen Sänger der Band Can, eine der wichtigsten Inspirationen für Pond.

## Bandmitglieder

### Studio
- Nick „Paisley Adams“ Allbrook – Gesang, Flöte, Keyboard
- Jay „Wesley Goldtouch/Wirey B. Buddah“ Watson – Gitarre, Keyboard, Bass, Begleitgesang
- Joseph „Shoseph Orion McJam“ Ryan – Gitarre, Bass, Begleitgesang
- Jamie Terry – Keyboard, Bass
- Kevin „Kaykay Sorbet“ Parker – Schlagzeug

### Live
- Nick „Paisley Adams“ Allbrook – Gesang, Flöte, Keyboard
- Jay „Wesley Goldtouch/Wirey B. Buddah“ Watson – Gitarre, Keyboard, Bass, Begleitgesang
- Joseph „Shoseph Orion McJam“ Ryan – Gitarre, Bass, Begleitgesang
- Jamie Terry – Keyboard, Bass
- Cameron Avery – Schlagzeug
- Richard „Aslan McPride“ Ingham – Gitarre, Percussion
- Nick „Odin Bombadillo“ Odell – Percussion
- Jeremy „Ayayayai“ Cope – Keyboard, Percussion
- Matthew „Celestius Maximus Argyle“ Saville – Schlagzeug
- Kevin „Kaykay Sorbet“ Parker – Schlagzeug

## Diskografie

### Alben
| Jahr | Titel Musiklabel                                    | Höchstplatzierung, Gesamtwochen, AuszeichnungChartplatzierungen (Jahr, Titel, Musiklabel, Platzierungen, Wochen, Auszeichnungen, Anmerkungen) | Höchstplatzierung, Gesamtwochen, AuszeichnungChartplatzierungen (Jahr, Titel, Musiklabel, Platzierungen, Wochen, Auszeichnungen, Anmerkungen) | Anmerkungen                           |
| Jahr | Titel Musiklabel                                    | AU | UK | Anmerkungen                           |
| ---- | --------------------------------------------------- | --- | --- | ------------------------------------- |
| 2009 | Psychedelic Mango Badminton Bandit                  | — | — | Erstveröffentlichung: 9. Januar 2009  |
| 2009 | Corridors of Blissterday Badminton Bandit           | — | — | Erstveröffentlichung: 4. Juni 2009    |
| 2010 | Frond Hole in the Sky                               | — | — | Erstveröffentlichung: 24. Mai 2010    |
| 2012 | Beard, Wives, Denim Modular Records                 | — | — | Erstveröffentlichung: 2. März 2012    |
| 2013 | Hobo Rocket Modular Records                         | AU37 (1 Wo.)AU | — | Erstveröffentlichung: 2. August 2013  |
| 2015 | Man, It Feels Like Space Again Spinning Top Records | AU15 (2 Wo.)AU | UK92 (1 Wo.)UK | Erstveröffentlichung: 23. Januar 2015 |
| 2017 | The Weather Marathon Artists                        | AU33 (1 Wo.)AU | — | Erstveröffentlichung: 5. Mai 2017     |
| 2019 | Tasmania Spinning Top Records                       | AU15 (1 Wo.)AU | — | Erstveröffentlichung: 1. März 2019    |
| 2021 | 9 Spinning Top Records                              | AU6 (1 Wo.)AU | — | Erstveröffentlichung: 1. Oktober 2021 |
| 2024 | Stung! Spinning Top Records                         | AU49 (… Wo.)AU | — | Erstveröffentlichung: 21. Juni 2024   |

### EPs
| Jahr | Titel Musiklabel              | Höchstplatzierung, Gesamtwochen, AuszeichnungChartplatzierungen (Jahr, Titel, Musiklabel, Platzierungen, Wochen, Auszeichnungen, Anmerkungen) | Höchstplatzierung, Gesamtwochen, AuszeichnungChartplatzierungen (Jahr, Titel, Musiklabel, Platzierungen, Wochen, Auszeichnungen, Anmerkungen) | Anmerkungen                             |
| Jahr | Titel Musiklabel              | AU | UK | Anmerkungen                             |
| ---- | ----------------------------- | --- | --- | --------------------------------------- |
| 2010 | Green’s Pool Badminton Bandit | — | — | Erstveröffentlichung: 23. Dezember 2010 |

### Singles
- Cloud City
- Annie Orangetree
- Green’s Pool
- Fantastic Explosion of Time
- Moth Wings
- You Broke My Cool
- Giant Tortoise
- Xanman
- O Dharma
- Elvis’ Flaming Star
- Sitting Up on Our Crane
- Zond
- Man, It Feels Like Space Again
- Sweep Me Off My Feet
- 30000 Megatons
- The Weather
- Paint Me Silver
- Burnt Out Star
- Sixteen Days
- Daisy
- Pink Lunettes
- America's Cup
- Toast
- Human Touch